# Alessandro Deljavan
Alessandro Deljavan (Giulianova, 1º febbraio 1987) è un pianista italiano.

## Biografia
Iniziò lo studio del pianoforte nel 1989 a nemmeno due anni d'età, debuttando poi da solista l'anno successivo. Si diplomò al Conservatorio Giuseppe Verdi (Milano) nel 2003.
Si è perfezionato con Dimitri Bashkirov, Laurent Boullet, Fou Ts'ong, Dominique Merlet, John Perry, Menahem Pressler, Andreas Staier all'interno dei corsi dell'International Piano Association diretti da William Grant Naborè e presso il Conservatorio della Svizzera italiana a Lugano.
Nel corso degli anni Novanta si è esibito nelle più importanti sale da concerto italiane, a Roma, Venezia, Milano, Napoli, Ancona, Como e Bologna; ed estere, in Belgio, Francia, Germania, Polonia, Slovacchia, Argentina, Colombia e Stati Uniti d'America.
Nel 2006, in occasione dei festeggiamenti per i 250 anni dalla nascita di Wolfgang Amadeus Mozart, ha debuttato nella veste di direttore al pianoforte con l'Orchestra Verdi di Milano.
Nel 2011 ha debuttato a San Pietroburgo in Russia con la Mariinsky Theatre Orchestra.

## Premi vinti
Nel 1996, quale rappresentante italiano, gli viene assegnato il 1er Prix, 1er Nommé de la discipline piano classique, degré virtuiosité a Parigi nella sede della Rueil-Malmaison.
Fra i soli premî rilevanti, nel 2005 ha vinto il quinto premio al Gina Bachauer International Young Artists Competition. Nel maggio 2009 riceve il premio John Giordano Jury Chairman Discretionary Award di 4.000 dollari al prestigioso Concorso pianistico internazionale Van Cliburn a Fort Worth, in Texas. Nel 2010 ottiene il 2º premio al Isang Yun Competition a Tongyeong, Corea del Sud. Nel 2013 decide di ritornare al Van Cliburn; la sua esclusione dalla fase finale ha destato non poche critiche. S aggiudica comunque il Raymond E. Buck Jury Discretionary Award ($4,000). Dopo pochi giorni si ritirerà volontariamente dal Concorso Pianistico Internazionale di Cleveland.

## Registrazioni
Ha inciso per OnClassical, Piano Classics e Grand Piano.